# Intérieur (Miró)
Pour les articles homonymes, voir Intérieur.
Intérieur – ou La Fermière – est un tableau réalisé par le peintre espagnol Joan Miró entre juillet 1922 et le printemps 1923 à Mont-roig del Camp et Paris. Cette huile sur toile est une scène d'intérieur représentant une fermière et un chat près d'un poêle. Elle est conservée au musée national d'Art moderne, à Paris.

## Expositions
- Miró : La couleur de mes rêves, Grand Palais, Paris, 2018-2019 — n°12.